# Rudolf Gschwendner
Rudolf Gschwendner (* 2. Februar 1857 in München; † im 20. Jahrhundert) war ein deutscher Verwaltungsjurist und Bezirksoberamtmann.

## Leben
Rudolf Gschwendner studierte nach dem Abitur 1875 am Wilhelmsgymnasium München Rechtswissenschaften und legte im Dezember 1883 das Große juristische Staatsexamen ab. Seit dem Studium war er Mitglied der Studentenverbindung Akademischer Gesangverein München im SV. 1879/1880 leistete er den Militärdienst als Einjährig-Freiwilliger beim 3. Feldartillerie-Regiment während seines dreijährigen Vorbereitungsdienstes, den er nach der ersten juristischen Staatsprüfung zu absolvieren hatte. Am 16. Juli 1884 erhielt er eine Anstellung als Assessor beim Bezirksamt Cham und 1889 in gleicher Funktion in Bayreuth. 
Am 1. November 1895 wurde er als Bezirksamtmann mit der Leitung des Bezirksamtes Rehau betraut. Nach fünfjähriger Amtszeit wechselte er zum 1. Juli 1900 als Bezirksamtsvorstand zum Bezirksamt Freising. Dort wurde er zum Regierungsrat ernannt und zum 1. April 1920 als Bezirksoberamtmann übergeleitet. Zum Jahresbeginn 1924 ging Gschwendner in den Ruhestand.